# Raphael Falk
Raphael Alexandrovich Falk (en ruso Рафаил Александрович Фальк , en transliteración científica, Rafail Aleksandrovic Fal'k), (nacido en julio de 1856 en Liepāja, fallecido el 27 de abril de 1913 en Tubinga) fue un Maestro de Ajedrez y periodista ruso.
Falk, abogado de profesión, editó numerosas columnas de Ajedrez en varios periódicos rusos, incluido el Diario alemán de Moscú (en alemán Moskauer Deutsche Zeitung, en ruso Московская Немецкая газета), entre 1886 y 1903, siendo una valiosa fuente de información para cualquier ajedrecista a principios del Siglo XX.

## Trayectoria como ajedrecista
Falk participó en algunas ediciones del Campeonato de Ajedrez de Moscú. En 1899 fue 12.º, con triunfo de Mijaíl Chigorin. Obtuvo la victoria en 1901, junto con Alexei Goncharov, así como 5.º en la edición de 1902. Asimismo, fue 10.º-11.º en el Torneo de Viena celebrado en 1921.